# 尼比
尼比（德語：Nieby）是德国石勒苏益格－荷尔斯泰因州的一个市镇。总面积8.07平方公里，总人口206人，其中男性92人，女性114人（2011年12月31日），人口密度26人/平方公里。